# 婦人及児童ノ売買禁止ニ関スル国際条約
婦人及児童ノ売買禁止ニ関スル国際条約（ふじんおよびじどうのばいばいきんしにかんするこくさいじょうやく）は、1921年（大正10年）に国際連盟によって採択された、売春（醜業）とそれに伴う女性と児童の人身売買を禁止するための条約である。1922年（大正11年）6月15日に発効した。
1947年（昭和22年）に採択された議定書により改定され、国際連合の法として継承されることとなった。
1949年（昭和24年）に採択された「人身売買及び他人の売春からの搾取の禁止に関する条約」の前文においても、その法源として言及されている。

## 背景
1870年代になって　リカードウ派社会主義者ジョン・グレイの娘、ジョセフィン・エリザベス・バトラー（Josephine Elizabeth Butler、1828年4月13日 – 1906年12月30日）らの売春婦救済運動（廃娼運動）が盛んになり、19世紀末のイギリスやアメリカ合衆国では本国では公娼制が廃止される。しかし、植民地においては存在し続けた。

### 醜業を行わしむるための婦女売買取締に関する国際協定(1904)
廃娼運動は国際条約に結実し1904年5月に欧州12カ国で「醜業を行わしむるための婦女売買取締に関する国際協定」が締結された。

### 醜業を行わしむるための婦女売買禁止に関する国際条約(1910)
1910年5月には欧州13カ国で「醜業を行わしむるための婦女売買禁止に関する国際条約」が締結された。

## 婦人及児童ノ売買禁止ニ関スル国際条約
婦人及児童ノ売買禁止ニ関スル国際条約は、1904年と1910年の醜業（売春）と人身売買を人道的観点から制限した協定と条約を強化するために制定された。

### 加盟国
署名時の加盟国は28ヵ国。
アルバニア、オーストリア、オーストラリア、カナダ、チリ、中華民国、コロンビア、コスタリカ、キューバ、エストニア、ドイツ国（ヴァイマル共和政）、ギリシャ、ハンガリー、英領インド、イタリア、日本、ラトビア、リトアニア、ノルウェー、オランダ、ペルシャ帝国、ポーランド及びダンツィチ、ポルトガル、ルーマニア、シャム、スペイン、スウェーデンなどが加盟した。
アメリカ合衆国（国際連盟非加盟国）、イギリス、フランス、ソビエト連邦など、当時の列強中の列強は加盟しなかった。

### 内容
本条約の第5条は1910年の『醜業ヲ行ハシムル為ノ婦女売買禁止ニ関スル国際条約』の最終議定書の（d）項の最低年齢を『満20歳』から『満21歳』に改めている。
第6条は『締約国は職業紹介所の免許乃監督に関した立法上又は行政上の措置を執らざる場合に於いて他国に職業を求める婦人及び児童の保護を確保するに必要なる規則を設けることを約す』と明記。
第7条は『締約国は移民の入国及出国に関して婦人及児童の売買を防除するに必要なる行政上及立法上の措置を執ることを約す。特に締約国は移民船により旅行する婦人及児童に其の出発地及到着地に於けるのみならず亦其の旅行中に於ける保護に必要なる規則を定むること並婦人及児童に該売買の危険を警告し且宿泊及援助を得へき場所を支持する掲示を停車場及港の掲くる手配を為すことを約す』事を規定している。
これらの項目は後の国際連合による人身売買及び他人の売春からの搾取の禁止に関する条約の移民、外国人を含めた売春の被害者の売春斡旋業者からの国際的な保護にも影響を与えた。
この条約は仏蘭西語と英吉利語を以て正文とする（第8条）。しかし、条約に多数の抜け道条項があったため、結果的に「ざる法」となった。

### イギリス、諸外国の対応
イギリスはこの条約に調印しながらも当時独立国でなかった植民地での適応を含まない旨の留保を宣言し、現地での公娼制は維持された。オーストラリアのノーフォーク島、ニューギニア島、ニュージーランドの西サモア、スペインのアフリカ領など、保護国や委任統治領に関しての適応について留保した国々があった。又インドやシャム（現在のタイ王国）は第5条の年齢の条項について留保している。

### 日本の第5条留保と宣言
日本も1925年（大正14年）12月15日に批准書を寄託し、同日効力を発効し、同年12月21日に公布されることで本条約に加盟しているが、対象となる年齢について、すでに娼妓取締規則において満18歳としていたことで、条約の年齢に関する第5条条項（21歳未満を禁止）については留保した。さらにイギリスやフランスにならって朝鮮半島、台湾、関東租借地を包括しない旨を宣言した。
それに対して各国から非難され、国内でも大正15（1926）年の第51回帝国議会で「婦女売買禁止に関する国際条約に対し帝国政府の留保条件撤廃並に娼妓取締規則改正に関する建議案」が議論され、第五二回帝国議会に提出された「公娼制度並廃止ニ関スル法律案」理由書では「公娼制度は一種の奴隷制度にして人道に悖（もと）り風紀衛生教育上有害無益の悪制度」であると非難されるなど、国内外からの非難と人権意識の高まりから、昭和2（1927）年に年齢留保が撤廃された。